# Андрија Радовић
Андрија Радовић (Мартинићи, 28. јануар 1872 — Београд, 1947) био је црногорски, српски и југословенски политичар. Као члан Народне странке био је борац за парламентарну демократију, предсједник владе Црне Горе у два наврата (1907 и 1916−1917). У вријеме Првог свјетског рата заговорник уједињења Црне Горе са Србијом. Члан Демократске странке у Краљевини Срба, Хрвата и Словенаца.

## Биографија
Андрија Радовић рођен је 1872. године у селу Мартинићи, у брђанском племену Бјелопавлића, син је сердара Јагоша Радовића. На Цетињу је завршио основну школу и три разреда гимназије, када је као питомац књаза Николе послат на школовање у Италију. Завршио је војно-инжињеријске студије у Италији 1890−1894. Вратио се у Италију у периоду 1901/02.
По повратку у Црну Гору 1902. године оженио се кћерком војводе Божа Петровића, блиског рођака књаза Николе, а уједно и тадашњег предсједника Владе, што му је омогућило да се потпуно приближи црногорском двору и постане високи државни чиновник, маршал двора.
Послије доношења Устава 1905. године Радовић постаје министар финансија и грађевина у Влади Лазара Мијушковића, а потом и предсједник Владе од јануара до априла 1907. године. Био је један од потписника Програма Народне странке 1907 године.

### Бомбашка афера
У Бомбашкој афери један од главнооптужених био је и Радовић, који је осуђен на петнаест година строгог затвора. Помилован је по завршетку Првог балканског рата 1913. године.

### Први свјетски рат
Од почетка Првог свјетског рата обавља одговорне послове заступника набавке хране, муниције и осталих потрепштина за Црну Гору и њену војску.
Андрија Радовић је указом постављен за министра 20. децембра 1915. године  друга влада Лазара Мијушковића) иако тада и није ни био у Црној Гори, већ као делегат краљ. владе већ од раније био у Бриндизи-у, где га је задесила и катастрофа отаџбине.

#### Предсједник владе у егзилу
По краљевом доласку у Француску, у априлу исте године бива постављен за предсједника Владе. Послије неколико мјесеци почиње да врши притисак на краља да абдицира у корист свога унука ,регента Александра Карађорђевића и изјасни се за уједињење. Његом меморандум је садржао предлог да се на престолу Црне Горе наизменично смењују мушки чланови династија Карађорђевић и Петровић.Према том предлогу, регента Александра је требало да наследи кнез Данило. Како је краљ у више наврата пролонгирао извршење овог Радовићевог наума, у јануару 1917. године подноси оставку.

#### Предсједник Црногорског одбора за народно уједињење
Никола Пашић није имао поверење у Андрију Радовића, али је схватио да без његовог учешћа не може да организује Средишњи црногорски одбор за народно уједињење, јер је био иницијатор идеје о уједињењу и имао је подршку за свој рад и Француске и Русије. Средишњи одбор је организован марта 1917. године, са седиштем у Женеви, иако се већина чланова налазила у то доба у Паризу. У Женеви покреће лист Уједињење, те се потпуно разилази са краљем Николом, и постаје пропагатор безусловног уједињења Црне Горе са Србијом.
Борио се против одлуке Стејт Департмента да прихвати наименовање Јована Пламенца за црногорског посланика у Вашингтону, аргументујући свој став да су краљ Никола и црногорска влада у егзилу издали српски народ и Савезнике водећи анационалну и неискрену политику.

### Краљевина СХС

#### У делегацији Краљевине СХС у Версају
Андрија Радовић је иницирао идеју да се у Париз пошаљу три посланика Велике народне скупштине у Подгорици да би парирали раду представника црногорске владе у егзилу пред великим силама. Заједно са Радованом Бошковићем и Иваном Вукотићем, послат је у Париз као члан Црногорске секције делегације Краљевине Срба, Хрвата и Словенаца на Мировној конференцији у Паризу. Андрија Радовић је постављен за шефа Црногорске секције, која је била задужена за црногорско питање. Био је врло ангажован у раду, али се није слагао у свим питањима са Николом Пашићем и Анте Трумбићем.
До укидања Црногорске секције доћи ће крајем 1919. године.

#### Посланик
Већ током 1919. године Радовић настоји да се активно укључи у политички живот нове државе, те постаје један од оснивача Демократске странке из Црне Горе. На изборима за Уставотворну Скупштину Краљевине СХС крајем 1920. године успио је да избори посланички мандат. Но, већ на изборима 1923. године доживљава фијаско. На парламентарним изборима 1927. године поново је изборио посланички мандат. Те године је именован у Управни одбор Народне банке, да би сљедеће био постављен за вицегувернера, када напушта дефинитивно политику, а након неког времена бива пензионисан.

### Касније године
Од пензионисања Радовић живи у Београду, гдје наставља и живот у току Другог свјетског рата. Умире у Београду 1947. године.